# 파다르 크리스티안
파다르 크리스티안(헝가리어: Pádár Krisztián, 1996년 11월 14일~)은 헝가리의 배구 선수로 포지션은 아포짓 스파이커이다. 현재 일본 V.리그의 도레이 애로스 소속으로 활동하고 있다. 2016년, 20살의 나이에 트라이아웃을 통해 서울 우리카드 위비에 입단하면서 V-리그에 데뷔하였다.

## 클럽 경력
2016-17 시즌을 앞두고 V-리그 남자부의 외국인 선발방식이 트라이아웃 제도로 바뀌면서 파다르 또한 트라이아웃에 참가하게 된다. 2m가 넘지 않는 키에 20살의 어린 나이로 인한 경험 부족으로 인해 많은 주목을 받지 못하였지만 추첨 당일 날, 5순위 지명권을 얻은 우리카드의 선택을 받게 되었다. 지난 시즌 최하위를 기록하며 우리카드는 1순위 추첨권을 가지게 될 가장 높은 확률을 얻게 되었지만 추첨 결과, 상위 팀들에게 밀리면서 불운하게도 5순위까지 밀리게 되는 상황을 맞이하였다. 좋은 평가를 받은 외국인 선수들을 상위 팀에 내주면서 아쉬움을 삼켰지만 경험은 부족해도 파다르의 성장 가능성을 높이 평가하면서 계약하게 된다.

## 국가대표팀 경력
2013년부터 2015년까지 헝가리 청소년 국가대표팀 선수로 뛰었고, 2014년부터 헝가리 배구 국가대표팀 선수로 뛰기 시작했다.